# Campionat d'Espanya de trial 1972
La temporada de 1972 del Campionat d'Espanya de trial fou la 5a edició d'aquest campionat, organitzat per la Reial Federació Motociclista Espanyola. El calendari oficial constava de 7 proves puntuables. 3 de les proves programades es disputaren als Països Catalans: Trial de Reis (la primera, 9 de gener), València i Trial de Primavera (19 de març).

## Classificació final
Font:
| Posició | Pilot            | Motocicleta | Punts |
| ------- | ---------------- | ----------- | ----- |
| 1       | Ignasi Bultó     | Bultaco     | 54    |
| 2       | Quico Payà       | OSSA        | 49    |
| 3       | Joan Bordas      | Montesa     | 36    |
| 4       | Ramon Tresserras | Bultaco     | 34    |
| 5       | Jaume Marquès    | Bultaco     | 31    |
| 6       | Jordi Rabasa     | Montesa     | 27    |
| 7       | Randy Muñoz      | Bultaco     | 25    |
| 8       | Pere Taulé       | Bultaco     | 25    |
| 9       | Pere Pi          | Montesa     | 21    |
| 10      | Miquel Blanch    | Bultaco     | 21    |